# الجبل الأخضر (المغرب)
الجبل الأخضر هو جبل صغير (أو تلة كبيرة) في المملكة المغربية.
تبلغ قمة الجبل الأخضر 893 م (2٬930 قدم)
.
هذا الجبل هو أحد الحدود الطبيعية بين مناطقتي دكالة (غربا) والرحامنة (شرقا).
يمكن اعتبار جبل لخضر هو المرتفع الأخير من جبال الأطلس، في اتجاه المحيط الأطلسي، نحو مدينة الجديدة.

## المعتقد
تصعد القبائل المجاورة كأولاد أحمد، وأولاد جرار الرحامنة إلى القمة في رحلة حج صغيرة يوم عرفات (تسمى «حج الفقراء»). انتهت هذه العادة في عام 2005.

## التسلق
تسلق جبل لخضر ليس شاقا جدا، على الرغم من غياب طريق واضحة، وقد يستغرق حوالي ساعة ونصف. القمة تأحذ شكل صفيحة قدم الحصان، يستطيع المرء التجول على القمة والإستمتاع بالجوانب الأربعة التالية :
- نحو الشمال : سهل الرحامنة إلى صخور الرحامنة
- نحو الشرق : في اتجاه الأطلس الكبير و الجبيلات (جبال صغيرة موازية للأطلس الكبير)
- نحو الجنوب : منطقة اليوسفية
- نحو الغرب : سهل دكالة

## الاقتصاد
يتم استخدام الجبل من قبل المجتمعات الريفية المجاورة كمراعي للماشية والأغنام، وجلهم رعاة من الرحامنة. يتم الاتفاق على حدود للرعي من قبل المجتمعات فيما بينها، ولكن قد يتم التنازع عليها في سنوات الجفاف. و كما يشير اسمه، فالجبل الأخضر هو آخر «نقطة خضراء» عند شُح هطول الأمطار.
لا يوجد في الوقت الراهن مشروع سياحي في المنطقة، على الرغم من الفرص الترفيهية للجبل، كما توجد في المنطقة مراكز تاريخية مهمة ك(دار القايد التونسي).
محيط القرى المجاورة مهجر من السكان.

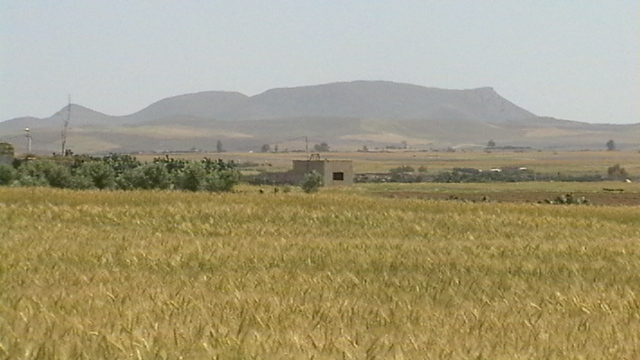
المنظر من الجنوب
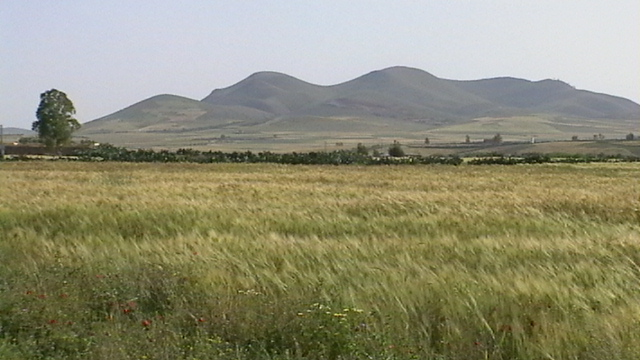
المنظر من الشمال
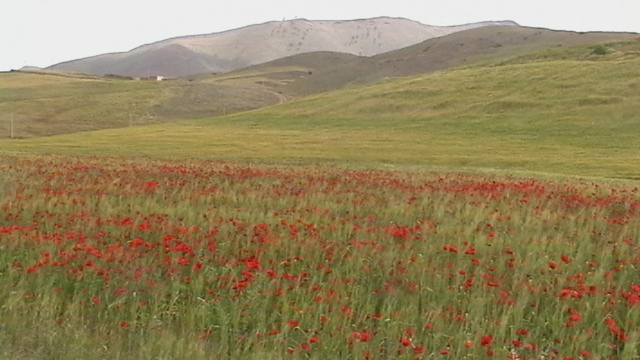
منظر محادي، من الغرب
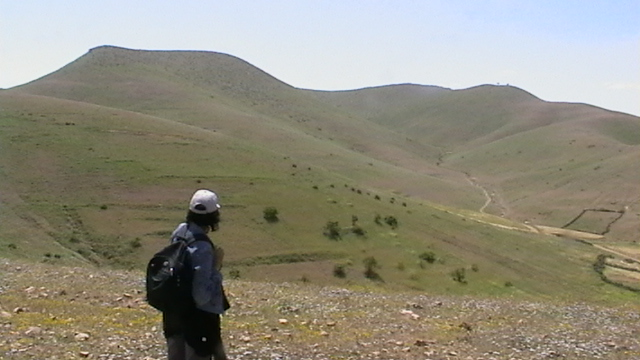
Climbing
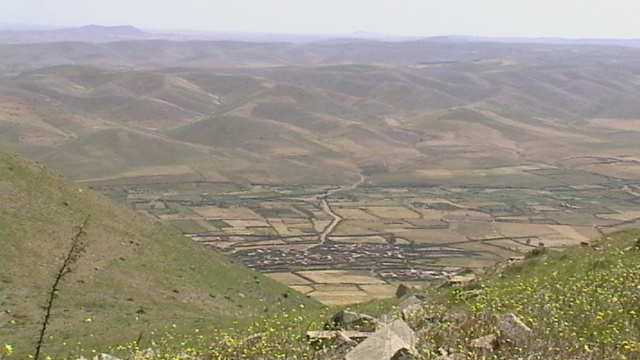
Summit, view in the Northern direction
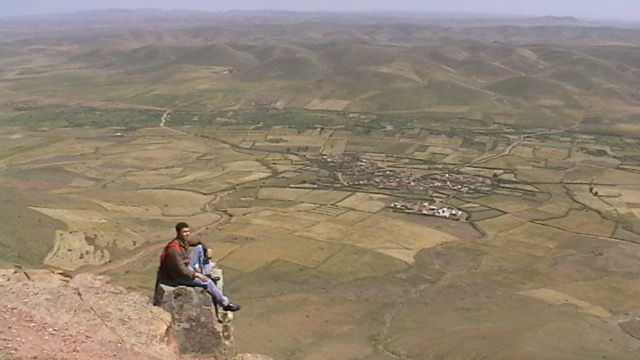
Same, a little more easternly